# Новомалинський замок
Новома́линський за́мок — руїни замку в селі Новомалин, що в Острозькому районі Рівненської області. Побудований XIV ст. на пагорбі, що над річкою Свитенька. Був обведений ровом з водою. У плані був регулярним, мав п'ять наріжних п'ятигранних башт, які були з'єднані мурами, в'їзну браму і міст через рів. Замок багато разів перебудовувався: у XV, XVII, XVIII століттях. У XVII столітті Малинські доповнили замок палацом. На початку XIX ст. власники Сосновські провели велику реконструкцію палацу. 

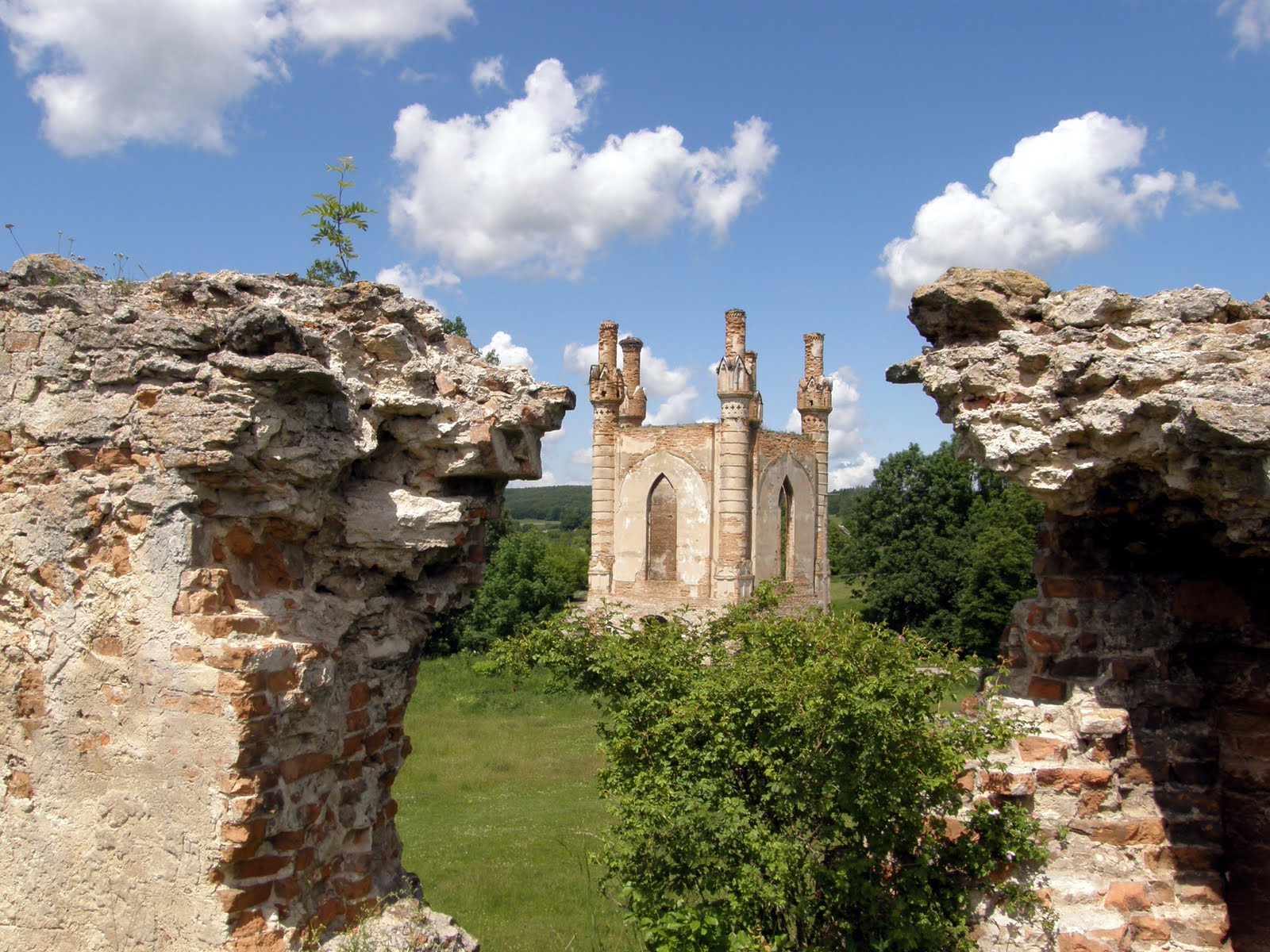
Новомалинський замок

У 1862–1876 роках художник Наполеон Орда змалював замок.
На гербі Новомалина символічно зображений у синьому полі срібний замок із золотими дахами, вгорі обабіч по золотій контурній зірці, увінчаній лілією (герб П'ятиріг).
Палац розташований уздовж південно-східного боку замку. Його зовнішня стіна була оборонною та з'єднувалася зі стінами замку. Прямокутний у плані, двоповерховий. Перекриття зруйновані й лише в трьох приміщеннях першого поверху збереглися хрестові склепіння. Товсті стіни палацу прорізані прямокутними вікнами. Споруда має склепінчасті підвали в декількох рівнях. Поруч була кухня, декорована неоготичною аркадою.
Каплиця побудована в неоготичному стилі, її цокольна частина — залишки оборонної вежі. У плані квадратна, внутрішній об'єм круглий. Виходить за лінію оборонних стін. Кожен із чотирьох фасадів прорізаний одним вузьким стрілчастим вікном, а поставлені на зовнішніх кутах високі круглі башточки, що розкреслені лінійним рустом, нагадують готичні пінаклі. Інтер'єр каплиці був прикрашений різьбленням по мармуру, що виконав скульптор Т. О. Сосновський (початок XIX століття).
Замковий комплекс зазнав руйнувань під час Другої світової війни. Зараз залишились руїни замку. Біля підніжжя замку раніше був парк від якого збереглося лише кілька старих дерев. На даний час там безлад.

## Галерея

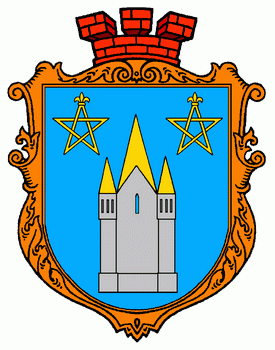
Герб Новомалина, срібна каплиця із золотим дахом
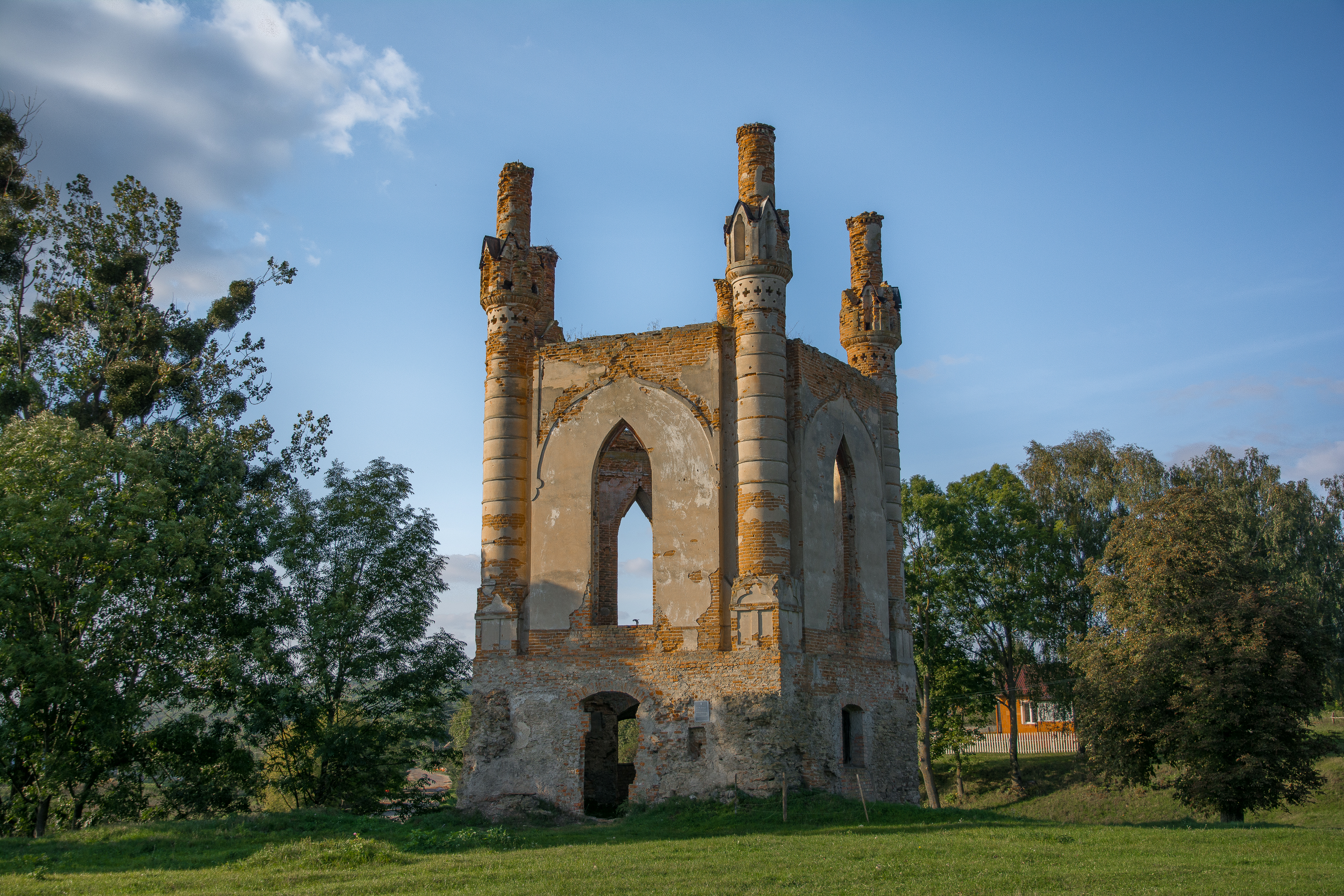
Каплиця Новомалинського замку
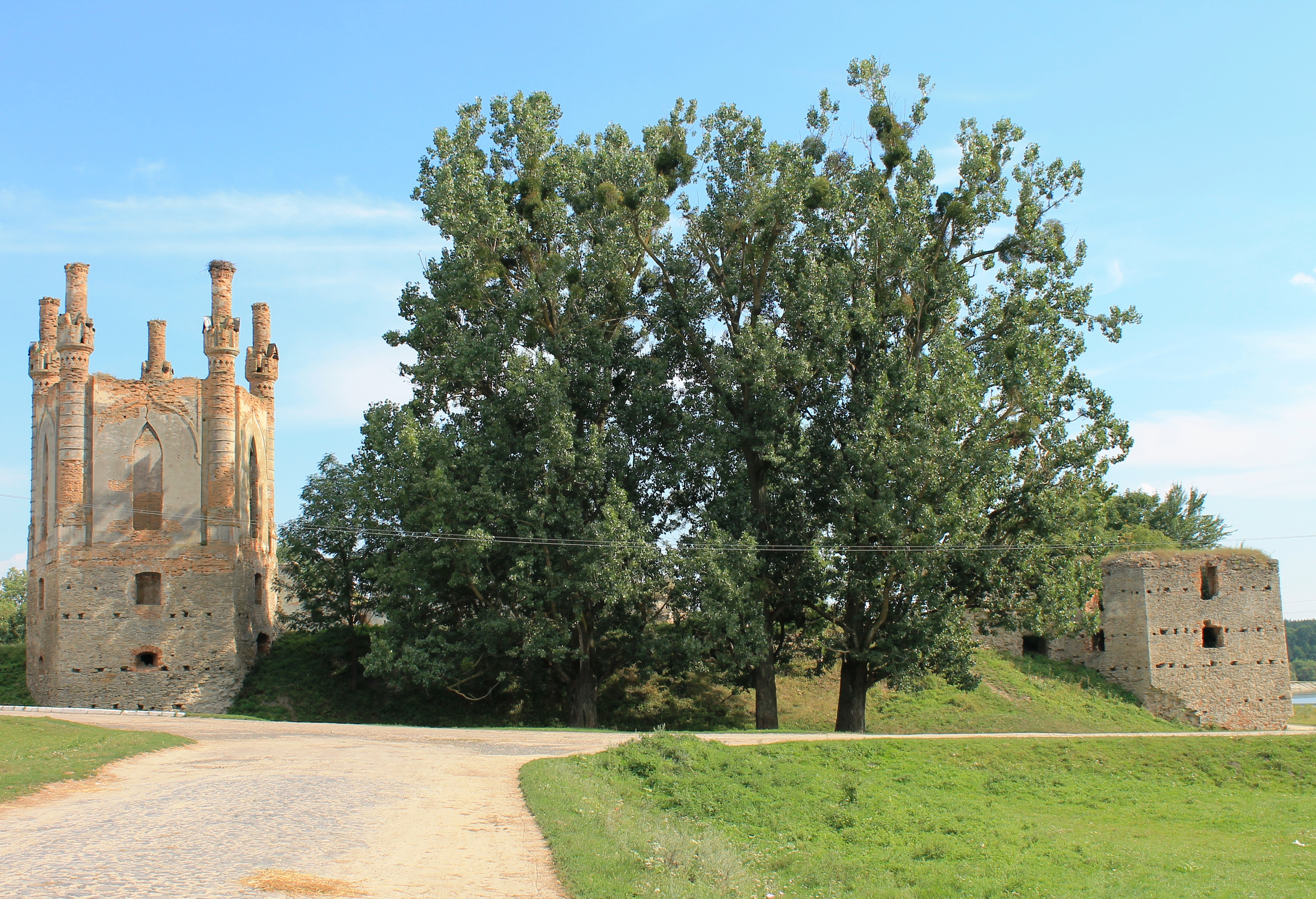
Руїни замку
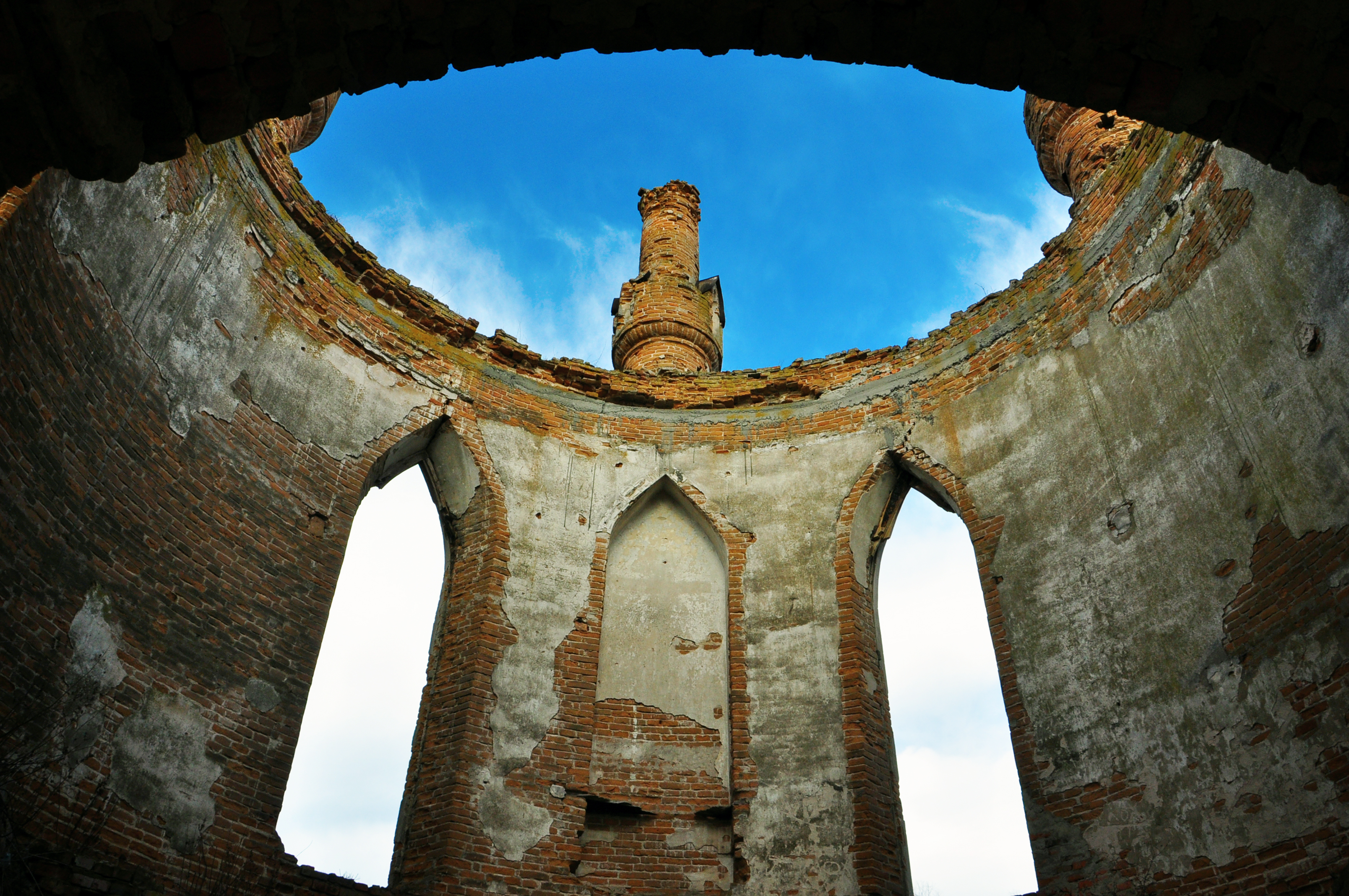
Руїни замку
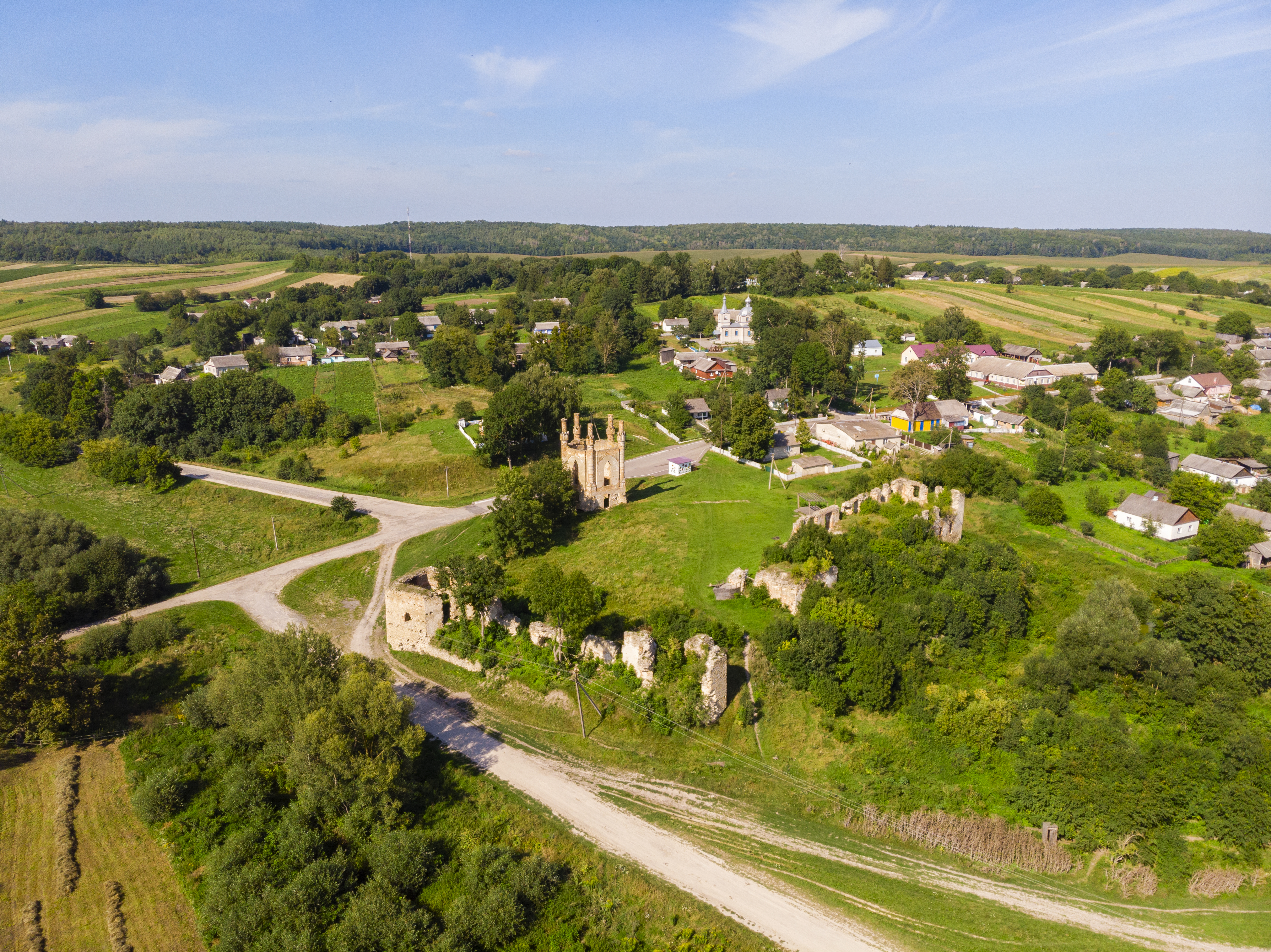
Вид на замок з повітря